# 吉松徹郎
吉松 徹郎（よしまつ てつろう、1972年8月13日 - ）は、日本の実業家。株式会社アイスタイル創業者・代表取締役社長兼CEO。

## 人物・来歴
茨城県潮来市生まれ。市川中学校・高等学校を経て、推薦で東京理科大学に進学し、アメリカンフットボール部に入部した。1996年東京理科大学基礎工学部生物工学科卒業、アンダーセンコンサルティング（現アクセンチュア）入社。1999年にアイスタイルを設立し、代表取締役社長に就任し、同年@cosmeをローンチする。2012年東京証券取引所マザーズに上場させ、同年東京証券取引所一部への上場を果たした。2016年UTグループ取締役。